# Saint-Léger, Belgien
Saint-Léger är en kommun i Belgien.   Den ligger i provinsen Luxemburg och regionen Vallonien, i den sydöstra delen av landet, 170 km sydost om huvudstaden Bryssel. Antalet invånare är 3 337. Saint-Léger gränsar till Arlon, Messancy, Aubange, Musson, Virton och Étalle. 
Omgivningarna runt Saint-Léger är en mosaik av jordbruksmark och naturlig växtlighet. Runt Saint-Léger är det tätbefolkat, med 530 invånare per kvadratkilometer.